# Drosophila nigrovesca
Drosophila nigrovesca este o specie de muște din genul Drosophila, familia Drosophilidae, descrisă de Lin și Ting în anul 1971.
Este endemică în Taiwan. Conform Catalogue of Life specia Drosophila nigrovesca nu are subspecii cunoscute.